# Volturnàlies
Volturnàlies (en llatí: Volturnalia) era una festivitat de l'antiga Roma dedicada al déu Volturn.
Aquesta festa se celebrava el dia 27 d'agost a Roma, i era oficiada per un flamen de rang menor anomenat flamen Vorturnalis. Diu Varró que aquest sacerdoci va ser instaurat per Numa Pompili, el segon rei de Roma. Segons això, seria una de les festes romanes més antigues. Aulus Gel·li diu que Volturn era el nom d'un vent que bufava de llevant, segurament el xaloc, atès que Columel·la diu en un passatge que a la Bètica s'havien de cobrir les vinyes amb unes estores quan la Canícula pujava al cel, perquè si no es feia així el fatídic vent Volturn hauria cremat el raïm. Per això es creu que les Volturnàlies eren una festa on es realitzaven sacrificis propiciatoris a Volturn per a protegir els cultius, una opinió que recolza Georges Dumézil.
Hi ha autors que defensen que les Volturnàlies eren una festa per honorar al riu Tíber divinitzat, atès que a la Campània se celebrava un festival en honor al déu homònim del riu Volturn, i podia ser un ritu semblant importat d'aquell país, però això sembla difícil de defensar atès que, segons Varró, no hi ha dubte que era un ritual arcaic i d'origen romà.